# Municipio de Lismore
El municipio de Lismore (en inglés: Lismore Township) es un municipio ubicado en el condado de Nobles en el estado estadounidense de Minnesota. En el año 2010 tenía una población de 175 habitantes y una densidad poblacional de 1,88 personas por km².

## Geografía
El municipio de Lismore se encuentra ubicado en las coordenadas 43°42′53″N 96°0′24″O / 43.71472, -96.00667. Según la Oficina del Censo de los Estados Unidos, el municipio tiene una superficie total de 92.92 km², de la cual 92,87 km² corresponden a tierra firme y (0,04 %) 0,04 km² es agua.

## Demografía
Según el censo de 2010, había 175 personas residiendo en el municipio de Lismore. La densidad de población era de 1,88 hab./km². De los 175 habitantes, el municipio de Lismore estaba compuesto por el 97,71 % blancos, el 2,29 % eran de otras razas. Del total de la población el 2,29 % eran hispanos o latinos de cualquier raza.